# جاكي بوتشمان
جاكي بوتشمان هو سياسي بلجيكي، ولد في 5 مارس 1932 في Kapellen, Belgium ‏ في بلجيكا، وتوفي في 24 مايو 2018. نشط حزبياً في Open Flemish Liberals and Democrats ‏. وقد انتخب عضو مجلس النواب البلجيكي ‏.